# Charles Marie Gabriel Cousin
Charles Marie Gabriel Cousin, né le 15 mai 1822 à Avallon et mort le 14 septembre 1894 à Pont-à-Mousson, est un bibliophile français, grand-maître du Grand Orient de France en 1883.

## Biographie

### Biographie personnelle
Charles Marie Gabriel Cousin fait ses études au Lycée Louis-le-Grand, rue Saint-Jacques à Paris. Il est lauréat du Concours général,, répétiteur dans un collège puis secrétaire du prince de Capoue, Charles-Ferdinand de Bourbon-Siciles, frère  du roi de Naples.
En 1843, il est admis comme surnuméraire au Ministère de l'Instruction  publique et en 1846, il entre dans  l'administration  de la Compagnie des chemins de fer du Nord. Il y est nommé inspecteur principal délégué en 1867 et en deviendra secrétaire d'exploitation en décembre 1890, au moment de sa retraite,.
Il prend un congé pendant la guerre franco-allemande de 1870 et commande un bataillon de 2 400 hommes, qu'il forme avec des volontaires du personnel de la compagnie pour assurer la protection du chemin de fer,. Pour le remercier, la Compagnie du Nord lui attribue un appartement au 20 rue de Dunkerque, où il commence à collectionner des livres et des objets de luxe. Il l'appelle  son « Grenier ». Lui-même se surnomme « Le Toqué ».

« M. Charles Cousin, a pour surnom le Toqué ; on ne le désigne pas autrement dans le
Landerneau des antiquaires ; parler du Grenier et du Toqué, c'est parler d'un paradis à perspectives
de faïences, à horizons maroquinés, à ciels plafonnés par Watteau et Lancret [...] et où les heures
sonnent dans des horloges qui firent retentir leurs timbres pendant les massacres de la Saint-Barthélémy. »

— Octave Uzanne, Les Zigzags d’un curieux, 1888, p. 211
En 1891, il est obligé de se séparer d'une grande partie de sa collection,. Il meurt 3 ans plus tard à Pont-à-Mousson.

### Biographie maçonnique
Charles Cousin est initié dans la loge « La Clémente Amitié » du Grand Orient de France et en devient le vénérable maître. Il entre au conseil de l’Ordre en 1872, en devient second vice-président de 1873 à 1875, premier vice-président de 1875 à 1882 et grand maître de 1883 à 1885. Il est aussi président du Grand Collège des rites et Grand Commandeur du Suprême Conseil Grand Collège du Rite écossais ancien accepté en 1884 et 1885. Il démissionne de tous ses postes le 23 mars 1885 pour rester dans sa loge mère où il est remercié par le titre de vénérable d'honneur en 1891.
Le 8 juillet 1875, il dirige l’initiation de son ami Jules Ferry, ainsi que d'Honoré Chavée et d’Émile Littré « en présence de très nombreux responsables républicains » et de Gambetta,.

## Travaux
Ses écrits principaux sont :
- Discours prononcé par M. Cousin, le 3 octobre 1872, à la loge la Clémente Amitié (1872) sur Gallica
- Voyage dans un grenier sur Gallica (1878)
- Au Conseil de l'ordre du Grand Orient de France, Or @ de Monsoult (S.-et-O.) 20 septembre 1885. (Pour envoyer sa démission de membre du Conseil de l'ordre.) sur Gallica
- Racontars illustrés d'un vieux collectionneur sur Gallica (1887)

## Distinction
- Chevalier de la Légion d'honneur le 11 août 1869.